# 中山千夏
中山 千夏（なかやま ちなつ、1948年〈昭和23年〉7月13日 - ）は、日本の作家。元歌手、元女優、元司会者、元テレビタレント、元声優、元参議院議員。50年におよぶ芸歴と多彩な活動歴を持つ。

## 略歴
1948年、熊本県山鹿市生まれ。のち宮崎に、更に4歳時には大阪府布施市（現・東大阪市）に転居。芸術座での『がめつい奴』（三益愛子主演）に出演、一躍「名子役」として脚光を浴び、芸能活動の便宜上、小学5年生の時に東京へ転居し、中央区立泰明小学校に転入する。以来、女優として舞台、テレビ、ラジオで活躍。
芸能活動の傍ら、中央区立明石中学校（現・中央区立銀座中学校）を経て麹町学園女子高等学校卒業。ロシア文学専攻を志望し、1966(1967?)年に上智大学を受験したが失敗。成人すると共に活動分野が広がり、テレビタレント、歌手として、また数多くのエッセイや小説の作家として活動した。
さらに1970年代、時の女性解放運動（ウーマン・リブ）に参画した後、反差別・反戦などの市民運動に取り組み、1980年には参議院選挙に出馬して当選、1期を務めた。その後は著作活動のかたわら、人権や反戦の市民運動を続けている。
作曲家の佐藤允彦 と1971年結婚、1978年離婚。

## 俳優
小学1年生の1955年4月、当時居住していた大阪府で、初めてできた児童劇団「劇団ともだち劇場」に入り、泉田行夫の元で3年間学ぶ。その傍らラジオ、映画、またその間に開始した民放テレビに出演。小学校3年の時、開局直後の大阪テレビ放送の子供番組「少年探偵団シリーズ」に出演した。花登筺の「仲良し探題団」「やりくりアパート」に出演し、1958年に花登が結成した劇団「波の会」に参加。
小学5年生の1959年2月、梅田コマ劇場『母』（川口松太郎作・演出）に出演しているのを菊田一夫に注目される。1959年4月「波の会」から大宝芸能に所属を移す。1959年9月に上京し、東京・芸術座での菊田作・演出による『がめつい奴』に抜擢、「名子役」として一躍脚光を浴びた。(その役名から以降業界では<テコ>の愛称で呼ばれるようになる。) 当時、テレビコメディ「やりくりアパート」に出演していた中山を、東宝が強引にひきぬいたため、花登筺と東宝が決裂した。1960年1月、大宝芸能から東宝演劇部に移る。1960年10月から1961年3月、芸術座『がしんたれ』では、菊田一夫の少年時代を演じた。
以後、東宝演劇部の専属俳優として舞台に出続けるかたわら、テレビやラジオでも活動した。主演テレビドラマでは、子役時代の『少年探偵シリーズ』（大阪テレビ放送）、『虹の国から』（TBS制作）、成人後の『恋人はLサイズ』（フジテレビ制作）、『お荷物小荷物』（ABC制作、佐々木守脚本）などがある。

## テレビタレント
高校を卒業した翌年の1968年5月に東宝から独立して、フリーとなる。同時に活動の場をテレビに移した。1968年から1976年までの8年間、『お昼のワイドショー』（日本テレビ）の司会を務め、アシスタントながら自己主張や個性を惜しげもなく現した。同時にテレビドラマで主演。歌手としてもヒットを飛ばし、雑誌にエッセイを連載。単行本を次々と出版。芸能界でも「この道一筋」が一般的だった時代に、その多彩な活動からマルチタレント、才女などと呼ばれた。
テレビメディアに疑問を抱き、『お荷物小荷物・カムイ編』（ABC制作、1971年12月〜72年4月）撮影終了後の打ち上げで、テレビドラマには以後 出演しないことを宣言した。『お昼のワイドショー』を降板した1976年以降は『じゃりン子チエ』等の声優活動以外、タレントとしてのテレビ出演をセミリタイアした。
2005年1月、おんな組いのちの活動の一環として開始したトーク番組『痛快! おんな組』（朝日ニュースター）のレギュラーコメンテーターとして、月一回 出演した。

## 歌手
デビュー前の小学1年生の時、大阪で開かれた毎日音楽コンクールに出場し、「ないしょばなし」を歌って優勝。子役時代にはドラマの主題歌や副主題歌を歌い、中にはSPレコードで発売されたものもある。
高校時代、NHKの人形劇『ひょっこりひょうたん島』では多くの挿入歌を歌い、その作曲家・宇野誠一郎の指導を得て、ボイストレーニングを受けた。当時は主としてNHKで子ども番組の主題歌や『みんなのうた』などで活躍し、舞台でもいくつかの東宝ミュージカルに出演した。
歌謡曲（ポップス）の歌手としての本格的なデビューは、1969年9月にビクターレコードより発表されたポップス「あなたの心に」（自作詞 / 作曲：都倉俊一）。当年度レコード大賞新人賞にノミネートされるほどのヒット（オリコン2位）となった。この曲はのちに多くのカバーを生んだ。2022年には映画「ツユクサ」（平山秀幸監督）で主題歌として1969年に中山が歌ったバージョンが使われている。
同年12月には同じ作詞・作曲者による「とまらない汽車」がヒット（オリコン41位）。同曲は1970年、フジテレビ系列で放送されたバラエティ番組『祭りだ!ワッショイ!』のワンコーナー「おたのしみアニメ劇場（歌謡アニメ劇場）」でも使用された。また1970年代には当時の夫でピアニスト・作曲家の佐藤允彦と組んだレコード等、以後も多くの作品を残しているが歌謡曲としての大きなヒットはない。ライブ活動に不熱心だったが、かえって年をとってから集会や知人のコンサートなどで歌うことが多くなっている。
1971年1月にはシングル「はっぴぃロック」を発売。同曲は盆踊りの曲として使われることがある。また、2017年12月27日に2代目鈴木正夫・藤みち子・小川竜翔・白戸久雄・橋本弥生のシングル「音頭『福よ来い!』」のカップリング曲として再発された。
なお、テレビ番組の主題歌としては、NHKの学校生活指導・道徳番組『明るいなかま』（1962〜1986）、フジテレビの永井豪原作アニメ『ドロロンえん魔くん』（1973〜1974、オープニング・エンディング歌唱。作詞も本人）、『山ねずみロッキーチャック』の「緑の陽だまり」（1973年、オープニングテーマ、作詞を担当）が有名である。フジテレビの『ひらけ!ポンキッキ』では、「なんだかうれしくなっちゃうな」（1976年発売、LP『ひらけ!ポンキッキ ホネホネロック パタパタママ』AP-4001）「もくべえ じろべえ」（1977年発売、シングル・CX-109）を歌っている。
1999年にはブルース・インターアクションズより、ビクター時代の音源22曲を収録したCDと、本人による楽曲解説ほかを掲載したブックレットを組み合わせた『歌手中山千夏 おりじなる・ふぁーすと・あるばむ』が発売された。
2016年には、1999年に長谷川きよしと行ったジョイント・コンサート・ライブのCDが、ソニーミュージックショップ限定で発売された。

### シングル
| #               | 発売日          | A/B面    | タイトル                   | 作詞       | 作曲                     | 編曲       | 規格品番  |
| ビクター        | ビクター        | ビクター | ビクター                   | ビクター   | ビクター                 | ビクター   | ビクター  |
| --------------- | --------------- | -------- | -------------------------- | ---------- | ------------------------ | ---------- | --------- |
| 1               | 1969年 9月1日   | A面      | あなたの心に               | 中山千夏   | 都倉俊一                 | 大柿隆     | SV-1056   |
| 1               | 1969年 9月1日   | B面      | Zen Zen ブルース           | 中山千夏   | 都倉俊一                 | 佐藤允彦   | SV-1056   |
| 2               | 1969年 12月25日 | A面      | とまらない汽車             | 中山千夏   | 都倉俊一                 | 馬飼野俊一 | SV-1067   |
| 2               | 1969年 12月25日 | B面      | どうせ                     | 中山千夏   | 都倉俊一                 | 大柿隆     | SV-1067   |
| 3               | 1970年 5月5日   | A面      | 一度だけ                   | 中山千夏   | 都倉俊一                 | 馬飼野俊一 | SV-1074   |
| 3               | 1970年 5月5日   | B面      | あなた、愛をください       | 中山千夏   | 都倉俊一                 | 馬飼野俊一 | SV-1074   |
| 4               | 1970年 9月5日   | A面      | 三日月に乗って             | 中山千夏   | はしだのりひこ           | 小谷充     | SV-1086   |
| 4               | 1970年 9月5日   | B面      | 砂漠                       | 中山千夏   | 都倉俊一                 | 馬飼野俊一 | SV-1086   |
| 5               | 1971年 2月25日  | A面      | はっぴいロック             | 中山千夏   | 都倉俊一                 | 馬飼野俊一 | MV-1015-S |
| 5               | 1971年 2月25日  | B面      | からっと音頭               | 中山千夏   | 川口純                   | 竹村次郎   | MV-1015-S |
| 6               | 1971年 5月5日   | A面      | いけない恋をしちゃった     | 中山千夏   | 都倉俊一                 | 馬飼野俊一 | SV-1099   |
| 6               | 1971年 5月5日   | B面      | 波うつ愛のうた             | 中山千夏   | 只野通泰                 | 馬飼野俊一 | SV-1099   |
| 7               | 1971年 8月5日   | A面      | 逃げたお日様               | 中山千夏   | 都倉俊一                 | 馬飼野俊一 | SV-1103   |
| 7               | 1971年 8月5日   | B面      | 宇宙にとびこめ             | 中山千夏   | 中村八大                 | 中村八大   | SV-1103   |
| 8               | 1971年 12月5日  | A面      | ほそい銀色の雨             | 中山千夏   | 佐藤允彦                 | 佐藤允彦   | SV-1112   |
| 8               | 1971年 12月5日  | B面      | はじまり                   | 中山千夏   | 佐藤允彦                 | 佐藤允彦   | SV-1112   |
| 日本コロムビア  |                 |          |                            |            |                          |            |           |
| 9               | 1973年 11月     | A面      | ドロロンえん魔くん         | 中山千夏   | 小林亜星                 | 小杉仁三   | SCS-521   |
| 9               | 1973年 11月     | B面      | 妖怪にご用心               | 中山千夏   | 小林亜星                 | 小杉仁三   | SCS-521   |
| 10              | 1975年 11月     | A面      | 大和稲刈唄                 | 中山千夏   | 佐藤允彦                 | 佐藤允彦   | CD-262    |
| 10              | 1975年 11月     | B面      | 広島の川                   | 山下勇三   | 佐藤允彦                 | 佐藤允彦   | CD-262    |
| ミノルフォン    |                 |          |                            |            |                          |            |           |
| 11              | 1978年 8月      | A面      | 金冠のイエス               | 金慶植     | 金珉基                   | 福井峻     | KA-1125   |
| 11              | 1978年 8月      | B面      | ソウルへの道               | 金慶植     | 金珉基                   | 福井峻     | KA-1125   |
| BOURBON RECORDS |                 |          |                            |            |                          |            |           |
| 12              | 1979年 3月      | A面      | Run away                   | 中山千夏   | 長谷川きよし             | 永田一郎   | BMA-1019  |
| 12              | 1979年 3月      | B面      | くのいちブルース           | 三上寛     | 三上寛                   | 八木正生   | BMA-1019  |
| フォーライフ    |                 |          |                            |            |                          |            |           |
| 13              | 1980年 12月     | A面      | 老人と海                   | 中山千夏   | 小室等                   | 井上鑑     | 7K-8      |
| 13              | 1980年 12月     | B面      | Kiss                       | 井上陽水   | 小室等                   | 井上鑑     | 7K-8      |
| 14              | 1981年 10月3日  | A面      | バケツのおひさんつかまえた | はるき悦巳 | 惣領泰則 風鳥花楽 高畑勲 | 惣領泰則   | 7K-48     |
| 14              | 1981年 10月3日  | B面      | ジュー・ジュー・ジュー     | はるき悦巳 | 惣領泰則                 | 惣領泰則   | 7K-48     |
| ユーメックス    |                 |          |                            |            |                          |            |           |
| 15              | 1992年 2月12日  | 01       | 絶唱!!とっぴんしゃん音頭   | 紅玉       | 工藤崇                   | 多田光裕   | TYDY-2035 |

#### その他
- ハモニカ小僧（1961年、日本コロムビア、SA-788） - 島倉千代子のシングル「夕月」のB面曲。
- 恋はトマト色／いつもの小道で（1974年、東芝EMI、TP-10116）-　デューク・エイセスと。両曲とも、作詞：永六輔、作曲：中村八大。

### アルバム

#### オリジナルアルバム
| 枚                              | 発売日           | タイトル                             | 備考／規格品番                      |
| ビクターレコード                | ビクターレコード | ビクターレコード                     | ビクターレコード                    |
| ------------------------------- | ---------------- | ------------------------------------ | ----------------------------------- |
| 1st                             | 1970年           | おりじなる・ふぁーすと・あるばむ     | SJX-34                              |
| 2nd                             | 1971年           | 六つのこころみ                       | SJX-82                              |
| トリオレコード                  |                  |                                      |                                     |
| 3rd                             | 1973年           | ふたりのひとりごと まさか夫妻作品集  | - 3A-1002 - "中山千夏+佐藤允彦"名義 |
| コロムビアレコード              |                  |                                      |                                     |
| 4th                             | 1975年           | なぞなぞな                           | KKS-4104                            |
| ビクター音楽産業                |                  |                                      |                                     |
| 5th                             | 1977年           | ちいさな地球 〜和田 誠・うたの絵本〜 | - JBX-140 - "平野レミ+中山千夏"名義 |
| 徳間音楽工業 / バーボンレコード |                  |                                      |                                     |
| 6th                             | 1979年           | 男たちよ 〜おいで 渡っておいで       | BMC-4007                            |

#### 参加作品
- 高橋悠治 ソングブック ぼくは12歳（1978年1月、Nippon Columbia）[13]

#### ベストアルバム
1. 中山千夏・ゴールデン☆ベスト〜あなたの心に〜

### ソノシート
- Discover War（演奏：佐藤允彦トリオ）[14]

『まんがNo.1』付属ソノシートとして発表。

### タイアップ曲
| 年     | 楽曲                       | タイアップ                                                   |
| ------ | -------------------------- | ------------------------------------------------------------ |
| 1971年 | 宇宙にとびこめ             | 日本テレビ系テレビドラマ「焼きたてのホカホカ」主題歌         |
| 1973年 | ドロロンえん魔くん         | フジテレビ系テレビアニメ「ドロロンえん魔くん」OPテーマ       |
| 1973年 | 妖怪にご用心               | フジテレビ系テレビアニメ「ドロロンえん魔くん」EDテーマ       |
| 1981年 | バケツのおひさんつかまえた | TBS系テレビアニメ「じゃりン子チエ」OPテーマ                  |
| 1981年 | ジュー・ジュー・ジュー     | TBS系テレビアニメ「じゃりン子チエ」EDテーマ                  |
| 1991年 | 絶唱!!とっぴんしゃん音頭   | TBS系テレビアニメ「チエちゃん奮戦記 じゃりン子チエ」OPテーマ |

## 声優
1960年代に放送されたNHK総合テレビ『ひょっこりひょうたん島』の博士役が声優としての初仕事。1970年9月に公開されたアニメラマ（劇場用アニメ）『クレオパトラ』（虫プロダクション）では、主人公のクレオパトラ役を担当。
1981年に公開された映画および1981〜1983年に放送（その後1991年に関西ローカルで続編放送）された毎日放送『じゃりン子チエ』では竹本チエ役の声を担当。漫才師の西川のりお（竹本テツ役）との名コンビで人気を博した。天才肌の中山は1回でOKを貰うことが多かったが、アフレコに不慣れな西川のりおは高畑勲監督にNGを食らって15回やり直したこともあったという。また、1972〜1982年の10年間にわたって放送されたドキュメンタリー番組『驚異の世界・ノンフィクションアワー』（日本テレビ）でもナレーターを担当した。
声優としての出演作は上記のみと少ないが、中山曰く仕事を選んでいた訳ではなく、単にオファーがあまり来なかったのだと『じゃりン子チエ』の劇場版のパンフレットで語っている。中でもチエと博士は2019年現在でも様々な形で再演する機会が多く、中山の代表作となっている。

## 社会活動
1970年代、世界を席巻した女性解放運動（ウーマン・リブ）に参画し、1974年に「魔女コンサート」に参加。同年、岩月澄江（のちの麻鳥澄江）らの「新宿ホーキ星」グループの運営に関与、解散まで数年間活動する。1977年、芸術家や知識人からなる政治団体・革新自由連合の結成に参加し、代表の一人となる。
1975年、田原総一朗（当時東京12chディレクター）らが中心となった団体の「日本ジャーナリストクラブ」の運営資金捻出のための長時間討論会「のんすとっぷ24時間討論会」（新宿コマ劇場）が行われ、中山はその司会者として参加した。この模様は東京12chで生放送された。
1980年6月22日の第12回参議院選挙に全国区から出馬して当選し、
美濃部亮吉・山田耕三郎とともに院内会派「一の会」を結成、1期を務めた。
第二院クラブへの吸収合併の打診もあり、当初は青島幸男らとの対立から拒否するも、加入。
後に統1983年の第13回参議院議員通常選挙を前にして路線や名簿順位をめぐって対立が生じ
（主だった理由は、中山が当選後に盟友の矢崎泰久との間で交わしていた
、『1983年の参議院選挙で当選させる』という約束を盾に、彼の名簿1位以外は認められないと強硬に主張したこと）、
青島幸男、横山ノック、八代英太が離脱、さらには双方の和解に腐心していた秦豊が和解は無理と判断して離脱したことから事実上空中分解してしまう。
そのため比例代表選挙の名簿団体として無党派市民連合を結成。
永六輔、矢崎泰久、岩城宏之、長谷川きよしらを立てて戦うも、
無党派市民連合は議席を得ることができずに終わった。一会派「無党派クラブ」を結成している（代表は美濃部）。
改選となる1986年7月6日の第14回参議院選挙には無所属で東京都選挙区から出馬するが次点で落選。その時の公約通り、以後は選挙に出馬することなく、一市民としての社会活動に徹している。
時に社民党、民主党、共産党などと共闘することはあるが、根っからの政党政治嫌いで、支持政党はなく、政治的支援は辻元清美や福島瑞穂など個人的付き合いがある場合を除き、東京都知事選挙での浅野史郎や細川護熙などの無所属候補、無所属議員に限っている。なお、1990年には、辻元・鎌田慧とともに三里塚芝山連合空港反対同盟青年行動隊による「三里塚わくわくツアー」の発起人となっている。
2004年からは、「おんな組いのち」を拠点に、反戦、反DV、死刑廃止の主張を展開。「おんな組いのち」では、伊豆半島某所在住にちなんで「在日伊豆半島人」を名乗っている。
天皇制については「後継者は直系に限り、性別は問わない。世襲の強制をやめて、当人の意志を必須の条件とする」べきだと考えている。
また、2002年〜2007年の間、連続講座「学校ごっこ」（定期講師陣は中山のほかに永六輔、矢崎泰久、小室等）を主催した。

## 著述活動
1970年8月に出した童話『よそのそよ』が最初の単行本。2010年現在までに、70点以上を出版している。そのジャンルは多岐にわたり、ノンフィクションでは、時事的エッセイ、国会議員活動記録、女性論、死刑廃止論、古事記研究、伝記などがあり、創作では、小説、童話、絵本がある。
『週刊文春』の企画グラビア「天下の大物」（1969〜1971年）に連載した短文を高く評価されて以来、本格的に著作活動を行うようになった。70年代半ばには小説も書き始め、『子役の時間』（1980年6月文藝春秋より同名の小説集を出版）ほかで3度直木賞候補となる。同作は後年、数カ国語に翻訳され、1990年に英国ではインデペンデント紙の月間最優秀海外フィクション賞を受賞している。
人権を子ども向けに説いた『妹たちへの手紙』（1984年、国土社）や、女性を扱った『からだノート』（1977年、ダイヤモンド社。1997年増補改定版『新・からだノート』をネスコより出版）は、多くの読者を得てロングセラーとなった。
また2004年には絵本にも手を染め、その一冊『どんなかんじかなあ』（絵・和田誠）はその年度の日本絵本賞を受賞した。
なお、自著エッセイの挿絵はすべて自分で描いている（小説・童話の挿絵もあり）が、2005年に初の描きおろし個展を開催、その作品をピクチャーブック『いろどり古事記』（2006年9月、自由国民社）として出版した。
また2006年6月に出版したノンフィクション『妖精の詩』は、同年度「ボップ・カルチャー・アワード」出版部門のベスト1作品に選出された。
現在、『琉球新報』『週刊金曜日』『伊豆新聞』に連載を持っている。また、特定非営利活動法人日本自費出版ネットワークの代表理事もつとめる。
主な近著に、自身の母娘関係を分析した『幸子さんと私』（2009年8月、創出版）。自伝三部作で『蝶々にエノケン 私(わたし)が出会った巨星たち』（2011年）、『芸能人の帽子 アナログTV時代のタレントと芸能記事』（2014年）、『活動報告　80年代タレント議員から162万人へ』（2017年、各・講談社）がある。

### 著作リスト
- 『よそのそよ』講談社 1970
- 『千夏千記 私の人間食べ歩き』大和書房 1972
- 『電車で40分』大和書房 1973
- 『小さな願い』サンリオ出版 1973
- 『旅はツレアイ』日本交通公社出版事業局、1974年12月1日。
- 『偏見レポート』文藝春秋 1974 のち文庫
- 『千夏一記 でなおします』大和書房 1974
- 『千夏回記 芸能人の帽子』大和書房 1977
- 『偏見自在』文藝春秋 1977 のち文庫
- 『男たちよ!』話の特集、1977年2月1日。のち河出文庫
- 『からだノート』ダイヤモンド社 1977 のち文春文庫
- 『恋あいうえお』話の特集 1978 のち文春文庫
- 『中山千夏ヴァラエティブック』大和書房 1978
- 『中国ノート』話の特集、1979年12月15日。
- 『偏見ごおごお』文藝春秋 1979
- 『ダブルベッド』話の特集 1980 のち文春文庫
- 『子役の時間』文藝春秋 1980 のち文庫
- 『クワルテット』話の特集 1980
- 『中山千夏議員ノート』全8巻 話の特集 1981-1983
- 『偏見人語』文藝春秋 1981
- 『鏡の国のアリス : 千夏レポート』朝日新聞社、1983年6月30日。
- 『偏見ごめん』文藝春秋、1984年3月15日。
- 『国会という所』〈岩波新書〉、岩波、1986年4月21日。
- 『現代日本女性の気分』毎日新聞社、1987年7月30日。
- 『中山千夏のスパイシーエッセイ・アラビアータ』徳間書店 1989
- 『新・古事記伝』全3巻 築地書館 1990
- 『死刑制度と私たち』真宗ブックレット:東本願寺出版部 1992
- 『タアキイ 水の江滝子伝』新潮社 1993
- 『姫たちの伝説 古事記にひらいた女心』築地書館 1994
- 『スクーバ・ダイビング入門海に潜った!』築地書館 1995
- 『モリーの華麗な性生活』マガジンハウス 1995
- 『ヒットラーでも死刑にしないの?』築地書館 1996
- 『おんな(一語の辞典)』三省堂 1997
- 『新・からだノート』文春ネスコ(女のココロとカラダシリーズ) 1997
- 『イザナミの伝言 古事記にさぐる女の系譜』築地書館 1998
- 『三日月の船』一葉社 1998
- 『ひらりひらりと』新潮社 1999　短編小説集
- 『カネを乗りこえる マンバのカネ批判』大月書店(Somo-somo sosyo) 2002
- 『無理愛』飛鳥新社 2002　小説
- 『『古事記』に聞く女系の木霊』神奈川大学評論ブックレット(御茶の水書房) 2003
- 『妖精の詩』飛鳥新社 2006　小説
- 『友だちの作り方 幸せな関係を築く大人のためのトレーニング』河出書房新社 2007
- 『海中散歩でひろったリボン ボニン島と益田一』ゆいぽおと（KTC中央出版） 2008
- 『幸子さんと私 ある母娘の症例』創出版 2009、朝日文庫 2014
- 『蝶々にエノケン 私(わたし)が出会った巨星たち』講談社 2011
- 『芸能人の帽子 アナログTV時代のタレントと芸能記事』講談社 2014
- 『活動報告 80年代タレント議員から162万人へ』講談社 2017
- 『ふむ、私は順調に老化している』ハモニカブックス 2021

### 児童向け
- 『地球で見たこと』日本放送出版協会(NHKブックスジュニア) 1974
- 『妹たちへの手紙』国土社(青春ノート) 1984
- 『夢うつつ物語 ほんとの日本神話』話の特集 1984
- 『ヒミカ(卑弥呼) むかし倭国に女王がいた』ブロンズ新社(にんげんの物語) 1987。佳村萌絵
- 『となりのイカン』自由国民社 2004
- 『へんなの』自由国民社 2004
- 『いきてる』自由国民社 2004
- 『おとしものしちゃった』自由国民社 2005
- 『あげたおはなし』自由国民社 2005
- 『どんなかんじかなあ』自由国民社 2005
- 『いろどり古事記』自由国民社 2006
- 『くもはいく』矢吹申彦絵、ハモニカブックス 2011
- 『となりのイカン』長谷川義史絵、ハモニカブックス 2016
- 『詩　おいる』海老原暎絵、ハモニカブックス 2016
- 『主人公はきみだ　ライツのランプをともそうよ』出版ワークス 2019

### 共著
- 『精力舌論』矢崎泰久 話の特集 1975
- 『バラの花など唇に』矢崎泰久 話の特集(狭間組見聞録)1978
- 『モンク・トーク』矢崎泰久 文藝春秋 1981
- 『湿った火薬 小説革自連』矢崎泰久 学陽書房 1984
- 『お聖千夏の往復書簡』田辺聖子 集英社文庫 1989
- 『死刑は誰を救うのか 中山千夏と語る』死刑をなくす女の会編 一葉社 2004
- 対談集『ぼくらが子役だったとき』金曜日 2008
- 『いりにこち』矢崎泰久 琉球新報社 2018

## 趣味
43歳にして始めたスキューバー・ダイビングと、53歳にして始めたパソコンにハマる。
ダイビングは2010年現在、700本を越すベテランで、冬場でも最低月1日は伊豆の海に潜ることが続いているという。その経験は『海中散歩でひろったリボン ボニン島と益田一』に詳しい。
パソコンでは、元来のゲーム好きから、近年オンラインゲームに熱中するところとなり、「オンラインゲームにハマっている著名人」として少々知られるようになった。2006年、ゲーム上でおきたある事件をきっかけにブログを立ち上げ、主にブログの内容を中心にしながらも、ネットで体験した恋愛を赤裸々に綴った『妖精の詩』（ブログと同タイトル）を発刊した。ブログによれば、ネット・ラブは、2010年現在、続いている。

## 補足事項

### 皇室寸劇事件
2006年11月19日、日比谷公会堂で開かれた『週刊金曜日』主催の「ちょっと待った! 教育基本法改悪 共謀罪 憲法改悪 緊急市民集会」に参加。
その一部について『週刊新潮』が12月7日号で『悠仁親王は「猿のぬいぐるみ」!/「陛下のガン」も笑いのネタにした「皇室中傷」芝居/「永六輔、中山千夏、矢崎泰久、佐高信」らが参加した緊急市民集会。上皇后美智子や君が代を貶める「不敬で下劣」なイベントに観客は凍りついた。』との見出しで批判的に報道。
これによって集会で問題のコント（「さる高貴なご一家」）を演じた劇団「他言無用」と雑誌『週刊金曜日』に対して、主に右翼団体などによる抗議行動が行われた。
その結果、劇団はホームページ上で謝罪し、『週刊金曜日』も2006年12月22日発売号で謝罪文を掲載した。
コントの最後に登場し、「美しい国」についてコントの演者に質問し、引き続くトークシーンで「象徴天皇制」に関する持論の概要を述べた。中山は『創』2007年3月号で「「皇室寸劇封印事件」 被害者からの提言 人権と天皇と風刺について」と題し、この件に触れている。

## 映画

### 製作
- 1972　高校生無頼控 　国際放映 　...　企画
- 1974  ルパン三世　念力珍作戦 　東宝＝国際放映 　...　企画

### 原作
- 1983　ダブルベッド 　にっかつ

### ナレーター
- 1973　哀しみのベラドンナ 　虫プロ＝日本ヘラルド

### 出演

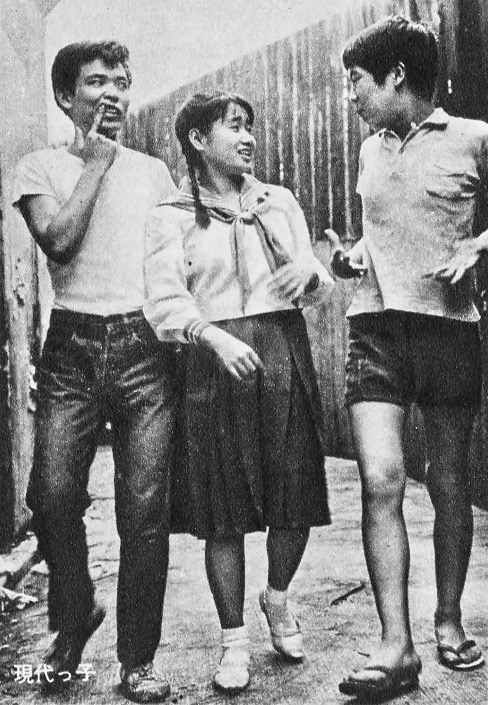
『現代っ子』（1963年）。
左から鈴木やすし、中山千夏、市川好郎。

- 1960 新・三等重役　当るも八卦の巻 　東宝 　...　桃山かめ子
- 1960 がめつい奴 　東宝
- 1962 あの橋の畔で 　松竹大船
- 1962 かあちゃん結婚しろよ 松竹
- 1962 あの橋の畔で　第２部 　松竹大船
- 1963 あの橋の畔で　完結篇 　松竹大船
- 1963 現代っ子 　日活 　...　市村チコ
- 1966 石中先生行状記 　宝塚映画＝東宝 　...　島田マリ子
- 1967 ひょっこりひょうたん島 　東映動画 　...　博士
- 1968 天使の誘惑 　松竹大船
- 1969 夕月 　石原プロ
- 1969 チンチン55号ぶっ飛ばせ!! 出発進行 松竹 氷屋のキヨちゃん役
- 1969 夜をひらく（女）の市場 　日活 　百瀬桂子
- 1970 二人でひとり 　東京映画＝青島プロ 中川千冬 役
- 1970 クレオパトラ 　虫プロ クレオパトラ 役
- 1981 じゃりン子チエ 　キティ・ミュージック＝東京ムービー新社 　...　竹本チエ
- 1996 小さな羽音　チョウセンアカシジミ蝶の舞う里 　チョウセンアカシジミの記録映画を作る会
- かば（2021年7月24日、「かば」製作委員会）- ぎょうざや店主役[21]

## 舞台
- 1960 がしんたれ 青春篇 菊田一夫脚本・演出 菊田一夫（幼少期）役

## テレビ番組
- 少年探偵シリーズ（1957年 - 1958年、OTV）
- ダイハツコメディ やりくりアパート（1958年 - 1960年、OTV → ABC）
- 南蛮太郎（1958年 - 1959年 KTV）
- 素っ飛び五十三次（1959年、KTV）
- ミュージカルズ「素っ飛び珍道中」（1959年、KTV）
- 蝶々のしゃぼん玉人生（1959年 OTV）
- 東京の風（1959年、KR）
- 祇園（1960年、NET）
- 虹の国から（1960年、KR）
- ゼェランジャ城の幽霊（1960年、NTV）
- 曲り角でこんにちは（1961年、TBS）
- あの橋の畔で（1962年 - 1963年、TBS）
- 現代っ子（1963年 - 1964年、NTV）
- 中学生時代（1963年 - 1967年、NHK）
- ぼくと姉さんと（1963年、NHK）
- みどりの風に（1963年、NHK）
- 春風の吹く町（1964年、NHK）
- おとずれ（1964年、NHK）
- ひょっこりひょうたん島（1964年 - 1969年、NHK）
- のれん太平記（1964年、CX）
- あずかりやさん（1964年、NHK）
- はなとハナ子（1965年、NTV）
- おてんとさまどんと来い！（1966年、CX）
- 教養あるおかあちゃん（1966年、NTV）
- あぁ！へそまがり（1966年、NTV）
- バラのとげ（1967年、NHK）
- 十年目の再会（1968年、NTV）
- 大奥 第27話「上様乱心」、第28話「美しき献身」（1968年、KTV）
- 坊っちゃんと私（1968年、NET）
- お多江さん（1968年、ABC）
- おじゃまさま（1968年、NTV）
- 番茶も出花（1968年 - 1969年、KTV）
- いずれ花嫁（1968年、ABC）
- 土曜劇場 きんらんどんす（1969年、CX）
- 奇妙な仲（1969年、TBS）
- 月火水木金金金（1969年、ABC）
- 犬と麻ちゃん（1969年、NET）
- 夏に別れを（1969年、NTV）
- サヨナラ三角（1969年、NET）
- 狐々さん（1969年、TBS）
- 甘柿しぶ柿つるし柿（1969年 - 1970年、TBS）
- 歌謡曲だよ人生は（1970年、MBS）
- 五代家の嫁（1970年、KTV）
- 花は虹、柳は緑（1970年、ABC）
- 恋人はLサイズ（1970年、CX）
- おくさまは18歳　39話「娘さんよく聞けよ」（1970年 - 1971年、TBS）
- 男は度胸（1970年 - 1971年、NHK）
- おふくろの味 第1シリーズ 第2話「おかしな見合い」（1970年、NTV）
- お荷物小荷物（1970年 - 1971年、ABC）
- 焼きたてのホカホカ（1971年、NTV）
- お荷物小荷物・カムイ編（1971年、ABC）
- おしどり右京捕物車 [注釈 2] 第6話「奪」、第13話「砲」（1974年、ABC）
- じゃりン子チエ（1981年、毎日放送、アニメーション）
- ザ・ハングマンV[注釈 3]（1986年、ABC）
- 制作2部青春ドラマ班（1987年、EX）
- コマーシャル的こころ（1987年、ABC）
- チエちゃん奮戦記 じゃりン子チエ（1991年、毎日放送、アニメーション）
- てれび絵本「ジローとぼく」（2004年、NHK）

## ラジオ番組
- 千夏のテコラマ（TBSラジオ）
- 允彦・千夏のあなたまかせ（朝日放送ラジオ）

## 作詞
- パンダコパンダ（主題歌の作詞、挿入歌の作詞作曲、「真田巌」名義）[22]
- 山ねずみロッキーチャック（主題歌、挿入歌の作詞）
- ドロロンえん魔くん（主題歌の作詞、歌唱）
- ハックルベリィの冒険（主題歌の作詞）
- おやじブルース 小沢昭一